# 珊瑚壶菌属
珊瑚壶菌属（学名：Corallochytrium）是珊瑚壶菌科的一属。

## 下属物种
本属包括以下物种：
- Corallochytrium limacisporum Raghu-Kumar, 1987